# Джукаев, Семён Григорьевич
Семён Григорьевич Джукаев (30 августа 1838 — после 1897) — русский кадровый офицер-артиллерист, генерал-майор.

## Образование и служба
Младший сын осетинского первостепенного узденя из рода Дзугкой-тэ. Имя при рождении — осет. Селим Эльвоздо. Крещен по православному обряду в раннем детстве. В 1846 г. в качестве мирного заложника (аманата) вывезен в Россию и по прибытии в Санкт-Петербург определен в Дворянский полк (с 1854 г. — Константиновский кадетский корпус).
30 июня 1858 г. выпущен прапорщиком в 16-ю артиллерийскую бригаду и назначен к 1-й батарее, расквартированной в то время в Велижском уезде Витебской губернии. Позже служил при 3-й, 6-й и 5-й батареях того же соединения. Подпоручик (1861), с 1863 г. — поручик, с 1867 — штабс-капитан, с 1870 — капитан. Неоднократно избирался председателем бригадного суда общества офицеров.
16 апреля 1877 года командирован во 2-ю Запасную артиллерийскую бригаду. По поводу этого перевода дочь офицера сообщает следующее:

«…Когда нас уже было четыре человека детей и началась Турецкая война 1877 года, 16-я бригада была назначена в действующую армию. Мама, не сказав ничего отцу, написала куда-то высшему начальству и, пользуясь связями своего отца, просила не посылать её мужа на фронт. И действительно, накануне выступления бригады папа получил сообщение, что он назначен командиром 5-й батареи другой бригады, которая стояла в Смоленске. Он очень был удручен этим, так что мама даже долго не решалась сказать ему о своем вмешательстве и потом сама огорчалась и раскаивалась в том».

26 декабря 1877 г. С. Г. Джукаев произведен в подполковники, спустя десять лет — в полковники. Командиром 5-й батареи той же бригады, в 1887 г. переименованной в 3-ю Резервную, он оставался до мая 1891 г.. В 1891 г. полковник Джукаев был переведен в 36-ю артиллерийскую бригаду с назначением командиром 3-й батареи. С новым назначением связан переезд семьи Джукаева в г. Карачев Орловской губернии, где и прошли последние годы его службы. В 1895 г. в его военной карьере — последнее повышение: должность командира 2-го дивизиона.
Спустя еще два года, в августе 1897, офицер подает прошение об отставке «по домашним обстоятельствам». Высочайшим приказом от 5 октября 1897 г. полковник С. Г. Джукаев произведен в генерал-майоры с увольнением от службы «с мундиром и пенсиею».
Точная дата и место смерти неизвестны.

### Семья
Жена — Екатерина Николаевна, урождённая княжна Друцкая-Соколинская. Дети:
- Евгений (18.08.1867 — после 1933),
- Лидия (17.05.1869 — 1932),
- Вера (20.05.1871, Велиж — 1958, Бюсси),
- Надежда (13.01.1872 — январь 1927, Ленинград),
- София (1882—1887, Смоленск)
- Николай († 1891, Смоленск)[7].